# Nueva Zembla
Nueva Zembla (en ruso: Новая Земля Nóvaya Zemlyá ‘Tierra Nueva’) es un archipiélago localizado en el ártico, y que consta de dos grandes islas separadas por el estrecho de Mátochkin y una serie de islas menores. Las dos islas principales se llaman isla Séverny (que significa «isla septentrional») e isla Yuzhny («isla meridional»). Su área total es de 90 650 km².
Novaya Zemlya está formada por dos islas principales, la isla Severny septentrional y la isla Yuzhny meridional, separadas por el estrecho de Matochkin. Administrativamente, está incorporada como Distrito de Novaya Zemlya', una de las veintiuna  del óblast de Arjánguelsk, Rusia.  Municipalmente, se incorpora como Distrito urbano de Novaya Zemlya.
Novaya Zemlya fue una zona militar sensible durante la Guerra Fría, y partes de ella se siguen utilizando hoy en día para aeródromos. Las Fuerzas Aéreas Soviéticas mantuvieron una presencia en Rogachevo en la parte sur de la isla sur, en la península más occidental (71°37′04″N 52°28′44″E / 71.61787, 52.47884). Se utilizaba principalmente para operaciones de aviones interceptores, pero también proporcionaba apoyo logístico a la cercana zona de pruebas nucleares. Novaya Zemlya fue uno de los dos grandes polígonos de pruebas nucleares gestionados por la URSS; se utilizó para lanzamientos aéreos y pruebas subterráneas de las mayores bombas nucleares soviéticas, en particular la explosión el 30 de octubre de 1961 de air burst de Tsar Bomba, el arma nuclear más grande y potente jamás detonada.

## Historia
Los rusos sabían de Nueva Zembla desde el siglo XI, cuando cazadores de Nóvgorod visitaron la zona. Para los europeos occidentales, la búsqueda de la Ruta del Mar del Norte en el siglo XVI llevó a su exploración. La primera visita de un europeo occidental fue la de Hugh Willoughby en 1553, que se encontró con naves rusas del comercio de caza ya establecido. El explorador neerlandés Willem Barents llegó a la costa oeste de Nueva Zembla en 1594, y en una expedición posterior de 1596 dobló la punta norte y pasó el invierno en la costa noreste (Barents murió durante la expedición y pudo haber sido enterrado en la isla del Norte). Durante un viaje posterior por Fiódor Lütke en 1821-1824, la costa oeste fue cartografiada. Henry Hudson fue otro explorador que pasó a través de Nueva Zembla en la búsqueda del Paso del Noreste.
La isla fue examinada sistemáticamente por Piotr Pájtusov y Avgust Tsivolko a principios de la década de 1830. El primer asentamiento permanente se estableció en 1870 en Málye Karmakuly, que sirvió como la capital de Nueva Zembla hasta 1924. Más tarde, el centro administrativo fue transferido a Belushya Gubá y en 1935 a Lágernoe, pero luego volvió a Belushya Gubá.
Un pequeño número de nenets fueron reasentados en Nueva Zembla, en la década de 1870, en un intento por parte de Rusia para mantener alejados a los noruegos. La población, entonces de 298 individuos, se retiró a la parte continental en 1957 antes de que comenzaran las pruebas nucleares.
En 1943, durante la Segunda Guerra Mundial, Nueva Zembla sirvió brevemente como base de hidroaviones en secreto por la Kriegsmarine para proporcionar vigilancia alemana de barcos aliados en el camino a Siberia. La base de hidroaviones fue establecida por los buques U-255 y U-711, que operaban a lo largo de la costa norte de Rusia como parte de la 13. Unterseebootsflottille. Las salidas de hidroavión se volaron en agosto y septiembre de 1943.

### Pruebas nucleares en Nueva Zembla
El 17 de septiembre de 1954 se creó el Sitio de pruebas de Nueva Zembla. La URSS instaló allí una planta de prueba de misiles nucleares. Desde 1955 a 1990, se realizaron 224 pruebas nucleares. Allí es donde se probó la bomba de hidrógeno más potente que se haya fabricado, la Bomba del Zar (Tsar Bomba). La energía luminosa fue tan poderosa que pudo ser vista incluso a una distancia de 1000 km, con cielo nublado. La onda de choque fue lo bastante potente como para romper vidrios gruesos incluso a más de 900 km de la explosión, y fue registrada en tres ocasiones distintas alrededor de la Tierra. La nube de hongo producida por la explosión se elevó a una altitud de 64.000 metros antes de nivelarse. La energía térmica fue tan grande que podría haber causado quemaduras de tercer grado a una persona que se encontrara a 100 km de la explosión.

## Demografía
Su población total es de 2.777 habitantes (censo de 2002), de los cuales 2.622 residen en Belushya Guba, un asentamiento urbano que es el centro administrativo del Distrito de Nueva Zembla. Las islas tienen poco más de 150 habitantes aborígenes samoyedos.

## Geografía
El archipiélago conforma la frontera más septentrional de Europa en el océano Ártico. Asimismo, es la frontera oriental del mar de Barents y la occidental del mar de Kara. En este último se encuentran las desembocaduras de dos de los más importantes ríos siberianos, el Ob y el Yeniséi, lo que influencia el clima húmedo de las islas.
El casi deshabitado archipiélago consta principalmente de dos grandes islas (llamadas Norte y Sur) y algunas islas menores. La longitud máxima aproximada entre los puntos extremos de ambas islas es de casi 900 km, y se encuentran a una distancia de 470 y 1175 km respectivamente del círculo polar ártico. Las principales islas son:
- Isla Séverny o isla Norte, se encuentra entre los 73° y los 77° de latitud norte. Con sus 48 904 km² es la cuarta isla más grande de Europa y la 30.ª del mundo y llega a alcanzar los 1590 m de altura en su extremo norte. Está totalmente cubierta de hielo (glaciares).
- Isla Yuzhny o Isla Sur, se encuentra entre los 71° y los 73° de latitud norte. Es con sus 33 275 km² la sexta isla más grande de Europa y la 40.ª del mundo y llega a alcanzar los 1342 m. En comparación con la isla Norte, presenta glaciares solo en sus mayores altitudes y el resto son zonas de tundra.[14]

- Isla Mezhdusharski, la tercera isla por tamaño, aunque mucho más pequeña que las anteriores (742 km²). Se encuentra en el borde occidental de la isla Yuzhny.

Las dos islas mayores son relativamente montañosas, ya que constituyen la última de las estribaciones de los montes Urales. En ellas se encuentran importantes yacimientos de cinc, cobre y estaño.

## Clima
El clima está influenciado por el mar de Kara y las corrientes de los ríos que en él desembocan. Presenta, en general, inviernos largos con temperaturas polares, tormentas de nieve y constantes precipitaciones. La costa occidental de Nueva Zembla solo permanece libre de nieve algunas semanas de verano.
| Parámetros climáticos promedio de Nueva Zembla (1991-2020) | Parámetros climáticos promedio de Nueva Zembla (1991-2020) | Parámetros climáticos promedio de Nueva Zembla (1991-2020) | Parámetros climáticos promedio de Nueva Zembla (1991-2020) | Parámetros climáticos promedio de Nueva Zembla (1991-2020) | Parámetros climáticos promedio de Nueva Zembla (1991-2020) | Parámetros climáticos promedio de Nueva Zembla (1991-2020) | Parámetros climáticos promedio de Nueva Zembla (1991-2020) | Parámetros climáticos promedio de Nueva Zembla (1991-2020) | Parámetros climáticos promedio de Nueva Zembla (1991-2020) | Parámetros climáticos promedio de Nueva Zembla (1991-2020) | Parámetros climáticos promedio de Nueva Zembla (1991-2020) | Parámetros climáticos promedio de Nueva Zembla (1991-2020) | Parámetros climáticos promedio de Nueva Zembla (1991-2020) |
| Mes                                                        | Ene.                                                       | Feb.                                                       | Mar.                                                       | Abr.                                                       | May.                                                       | Jun.                                                       | Jul.                                                       | Ago.                                                       | Sep.                                                       | Oct.                                                       | Nov.                                                       | Dic.                                                       | Anual                                                      |
| ---------------------------------------------------------- | ---------------------------------------------------------- | ---------------------------------------------------------- | ---------------------------------------------------------- | ---------------------------------------------------------- | ---------------------------------------------------------- | ---------------------------------------------------------- | ---------------------------------------------------------- | ---------------------------------------------------------- | ---------------------------------------------------------- | ---------------------------------------------------------- | ---------------------------------------------------------- | ---------------------------------------------------------- | ---------------------------------------------------------- |
| Temp. máx. abs. (°C)                                       | 2.6                                                        | 1.7                                                        | 2.4                                                        | 7.8                                                        | 17.6                                                       | 22.2                                                       | 28.3                                                       | 23.8                                                       | 16.5                                                       | 9.7                                                        | 4.5                                                        | 2.5                                                        | 28.3                                                       |
| Temp. máx. media (°C)                                      | -9.9                                                       | -10.3                                                      | -8.6                                                       | -5.2                                                       | -0.7                                                       | 5.3                                                        | 10.4                                                       | 9.1                                                        | 6.0                                                        | 0.5                                                        | -3.9                                                       | -6.8                                                       | -1.2                                                       |
| Temp. media (°C)                                           | -12.8                                                      | -13.2                                                      | -11.4                                                      | -8.1                                                       | -2.9                                                       | 3.1                                                        | 7.7                                                        | 7.0                                                        | 4.4                                                        | -1.2                                                       | -6.1                                                       | -9.4                                                       | -3.6                                                       |
| Temp. mín. media (°C)                                      | -15.7                                                      | -16.1                                                      | -14.2                                                      | -10.8                                                      | -4.9                                                       | 1.4                                                        | 5.6                                                        | 5.2                                                        | 2.8                                                        | -3.1                                                       | -8.4                                                       | -12.1                                                      | -5.9                                                       |
| Temp. mín. abs. (°C)                                       | -36.0                                                      | -37.4                                                      | -40.0                                                      | -29.9                                                      | -25.9                                                      | -9.6                                                       | -2.8                                                       | -1.7                                                       | -9.9                                                       | -21.1                                                      | -29.1                                                      | -36.2                                                      | -40.0                                                      |
| Precipitación total (mm)                                   | 23                                                         | 22                                                         | 20                                                         | 18                                                         | 15                                                         | 22                                                         | 36                                                         | 32                                                         | 36                                                         | 33                                                         | 23                                                         | 25                                                         | 305                                                        |
| Días de lluvias (≥ 1 mm)                                   | 1                                                          | 1                                                          | 1                                                          | 1                                                          | 3                                                          | 10                                                         | 15                                                         | 17                                                         | 19                                                         | 9                                                          | 3                                                          | 2                                                          | 82                                                         |
| Días de nevadas (≥ 1 mm)                                   | 18                                                         | 18                                                         | 19                                                         | 17                                                         | 17                                                         | 10                                                         | 1                                                          | 1                                                          | 6                                                          | 17                                                         | 19                                                         | 20                                                         | 163                                                        |
| Horas de sol                                               | 0                                                          | 25                                                         | 107                                                        | 215                                                        | 189                                                        | 173                                                        | 229                                                        | 143                                                        | 73                                                         | 40                                                         | 3                                                          | 0                                                          | 1197                                                       |
| Humedad relativa (%)                                       | 78                                                         | 77                                                         | 77                                                         | 76                                                         | 78                                                         | 81                                                         | 83                                                         | 83                                                         | 85                                                         | 82                                                         | 79                                                         | 78                                                         | 79.8                                                       |
| Fuente n.º 1: Погода и климат                              |                                                            |                                                            |                                                            |                                                            |                                                            |                                                            |                                                            |                                                            |                                                            |                                                            |                                                            |                                                            |                                                            |
| Fuente n.º 2: NOAA (sun only, 1961-1990)                   |                                                            |                                                            |                                                            |                                                            |                                                            |                                                            |                                                            |                                                            |                                                            |                                                            |                                                            |                                                            |                                                            |

## Economía e investigación
La pesca y la caza de animales de pieles apreciadas (zorro polar, lobo polar y oso polar) juegan un importante papel en la economía de las poblaciones aborígenes del archipiélago.
Hay minas de donde se extrae carbón y cobre, generan trabajo el rubro de la construcción y también los cargos de empleados estatales, de los geólogos, geógrafos, meteorólogos y demás personas que trabajan los puestos de observación e investigación que en estas islas tiene Rusia.
En las islas se encuentran varias estaciones de investigación donde se estudian fenómenos meteorológicos y geofísicos, sobre todo los relacionados con corrientes de viento y marinas, el campo magnético terrestre y las auroras boreales.